# Karolina (województwo łódzkie)
Karolina – wieś w Polsce położona w województwie łódzkim, w powiecie sieradzkim, w gminie Goszczanów.
| SIMC    | Nazwa   | Rodzaj    |
| ------- | ------- | --------- |
| 0703606 | Janówek | część wsi |

W latach 1975–1998 miejscowość administracyjnie należała do województwa sieradzkiego.